# Leen Decin
Leen Decin (Roeselare, 6 december 1974) is een Belgische astrofysicus. Zij is als gewoon hoogleraar sterrenkunde verbonden aan de KU Leuven.

## Biografie
Leen Decin studeerde in 1996 af aan de KU Leuven als licentiaat in de wiskunde, optie wiskundige natuurkunde. Ze specialiseerde zich in sterrenkunde. Ze behaalde een doctoraatsbeurs van het Fonds voor Wetenschappelijk Onderzoek - Vlaanderen (FWO). Op 30 mei 2000 verdedigde ze haar doctoraatsthesis, die handelde over het gebruik van theoretische atmosfeerspectra van koude standaardsterren voor de kalibratie van infrarode spectrometers. De door haar ontwikkelde methode werd eerst met glans toegepast op de kalibratie van de Short Wavelength Spectrometer (SWS) aan boord van de ESA Infrared Space Observatory (ISO). Erna werden nog allerlei andere NASA-, ESA-, en ESO-instrumenten gekalibreerd met behulp van deze theoretische spectra.
Dit werk wakkerde Decins interesse aan voor theoretische astrofysica en zij besloot om zich te focussen op een van de sleutelproblemen binnen de astrofysica: stralingstransfer onder niet-thermodynamische evenwichtscondities. Dit onderzoek werd financieel mogelijk gemaakt dankzij een postdoctorale beurs verworven bij het Fonds voor Wetenschappelijk Onderzoek - Vlaanderen (FWO). De nieuwe numerieke codes worden gebruikt om de sterrenwinden van sterren tijdens de asymptotische rode reuzenfase te ontrafelen.
Na een post-doctorale periode aan de KU Leuven en de Universiteit van Amsterdam werd Decin in 2010 benoemd tot professor aan de KU Leuven. In 2011 startte ze een interdisciplinaire onderzoeksgroep die zich focust op klimaatstudies bij exoplaneten. Dit onderzoek werd mede mogelijk gemaakt door fondsen voor interdisciplinair onderzoek verworven aan de KU Leuven en het FWO. Zowel voor het onderzoek naar geëvolueerde sterren als naar exoplaneten hanteert Decin een holistische aanpak en combineert ze stralingstransfer en hydro-chemische numerieke modellen, waarnemingen en theorie, kalibratie en modellering, kwantumchemie en laboratoriumexperimenten, wiskunde en computerwetenschappen, fysica en chemie, etc.
In 2014 behaalde Decin een ERC consolidator grant om de chemische en dynamische processen in de sterrenwinden van geëvolueerde sterren te bestuderen. Sinds 2017 is Decin ook verbonden aan de School of Chemistry van de Universiteit van Leeds (UK).

## Ontdekkingen
In september 2010 publiceerde Leen Decin in het vakblad Nature een artikel over de sterrenwind van CW Leonis, een koolstofster in het sterrenbeeld Leeuw op zo'n 300 lichtjaren afstand van hier. Op basis van waarnemingen genomen met de Herschel-ruimtetelescoop konden ze aantonen dat er zowel warme waterdamp als organische elementen aanwezig zijn in de sterrenwind van deze asymptotische rode reuzenster. Deze bijzondere combinatie van chemische elementen is het gevolg van chemische reacties die plaats vinden bij niet-thermodynamisch evenwicht.
In 2015 ontdekte Decins onderzoekteam van de KU Leuven dat twee van de drie mogelijke klimaten op exoplaneten die permanent met één kant naar hun ster gericht zijn potentieel geschikt zouden zijn voor leven. Dit is het gevolg van een natuurlijk airconditioningsysteem, dat de planeten leefbaar maakt.
In 2019 toonde Decin aan dat het maximale massaverlies dat geëvolueerde sterren ondervinden door de werking van een sterrenwind op het einde van hun leven veel lager is dan hetgeen voordien werd aangenomen. Deze resultaten werden bekomen aan de hand van ALMA-waarnemingen en werden gepubliceerd in het vakblad Nature Astronomy.
Ondertussen werd Decin in 2018 PI van het ALMA Large Programme ATOMIUM, de eerste grote ALMA-waarnemingscampagne in het onderzoeksveld van stellaire evolutie. In 2020 publiceerden Decin en het ATOMIUM-onderzoekteam in het vakblad Science het antwoord op de eeuwenoude vraag hoe planetaire nevels aan hun complexe morfologiën komen. Het team ontdekte dat sterrenwinden van asymptotische rode reuzensterren, in tegenstelling tot wat algemeen werd aangenomen, niet bolvormig zijn. In plaats daarvan vertonen deze sterrenwinden vormen die veel gelijkenissen vertonen met die van planetaire nevels. Die bevinding leidde tot de conclusie dat interactie met een begeleidende ster of exoplaneet zowel sterrenwinden van asymptotische rode reuzensterren als planetaire nevels vormgeeft.
In 2023 ontdekten een team sterrenkundigen van de KU Leuven met onder andere prof. Decin via de James Webb-ruimtetelescoop dat er op de atmosfeer van de planeet WASP-107b zandwolken voorkomen. Net zoals regen op aarde zou op WASP-107b silicium in het hete binnenste van de atmosfeer verdampen en opstijgen naar de buitenste lagen om daar dan te condenseren tot siliciumwolken.

## Selecte lijst van interviews, wetenschapscommunicatie, en kunst-wetenschapsprojecten
- Waarom word je sneller oud op de bovenste verdieping van een wolkenkrabber. Universiteit van Vlaanderen.
- “Stellar Winds of Evolved Stars Are Shaped by Binary Companions” - https://www.youtube.com/watch?v=BQVvdUcxFpI, https://www.newsbreak.com/news/2063880987770/the-stellar-winds-of-evolved-stars-are-shaped-by-binary-companions, etc
- “The human response to extraterrestrial life”, Science & Cocktails, Brussels (Belgium) – see https://www.youtube.com/watch?v=Opcw3Ezrxlc
- Contribution to music composed by Antoine Bertin – Artist and Composer; https://www.nts.live/shows/edge-of-a-forest/episodes/edge-of-the-forest-21st-february-2020
- Contribution to choreography Goldberg Variations, BWV988 by Anne Teresa de Keersmaeker and Pavel Kolesnikov; https://www.concertgebouw.be/media/eventpage/programmeBook/200929_goldbergvariaties_rosas-2.pdf
- Van Gils & Gasten: http://deredactie.be/cm/vrtnieuws/videozone/programmas/VanGilsengasten/2.41159
- KU Leuven personal interview: https://nieuws.kuleuven.be/nl/campuskrant/1617/02/speeddate--in-24-vragen-naar-hoofd-en-hart-van-leen-decin
- Tertio: https://www.tertio.be/magazines/747/artikels/“Wetenschap%20levert%20geen%20godsbewijzen”

- International Standard Name Identifier: 0000 0003 9494 3933
- Nederlandse Thesaurus van Auteursnamen: 304351997
- ORCID: 0000-0002-5342-8612
- Semantic Scholar: 5997977
- Virtual International Authority File: 289540468